# Ruth Hollick
Ruth Miriam Hollick (* 17. März 1883 in Melbourne, Australien; † 7. April 1977 ebenda) war eine australische Fotografin. In den 1920er und frühen 1930er Jahren war sie als bekannte Porträtistin und Modefotografin in Melbourne erfolgreich.

## Leben und Werk
Hollick war das jüngste von dreizehn Kindern der in England geborenen Eltern Harry Ebenezer Hollick und Frances Jane, geborene Cole. Ihr Vater arbeitete als leitender Zollbeamter in Australien. Im Jahr ihrer Geburt zog die Familie nach Moonee Ponds, wo sie den größten Teil ihrer Karriere lebte und arbeitete. Von 1902 bis 1906 studierte sie an der National Gallery of Victoria Art School, wo sie von dem Maler Frederick McCubbin unterrichtet wurde. In McCubbins Unterricht lernte sie Dorothy Izard kennen, die ihre langjährige Begleiterin und berufliche Partnerin wurde, ebenso die Malerin Dora L. Wilson und die Fotografin Pegg Clarke.

## Karriere als Fotografin
Bereits 1907 richtete sie eine Dunkelkammer im Haus der Familie Porträts ein. Sie kaufte ein kleines Auto und reiste in den Jahren 1908 bis 1909 mit dem Auto durch West- und Nordwest-Victoria und machte unterwegs in verschiedenen Städten Werbung für ihre Dienste als Porträtfotografin. Sie spezialisierte sich auf Porträts von Familien und Kindern und arbeitete hauptsächlich im Freien mit einer Feldkamera. Dazu gehörten Studien von unter Bäumen spielenden Kindern und Familienszenen. Nach ihrer Rückkehr nach Melbourne arbeitete Hollick weiterhin im Haus ihrer Eltern in Moonee Ponds.
Während des Ersten Weltkriegs arbeitete sie unterstützt von Dorothy Izard. Ihre Kompositionen und der Einsatz von Licht wurden zum Markenzeichen ihrer Sozial- und Modefotografie, von der ein großer Teil in der Werbung sowie vom Bulletin und Lone Hand verwendet wurde.
1918 kauften Hollick und Izard das Fotostudio von May und Mina Moore. Von 1920 bis 1928 waren Hollick und Clarke, die sich auf Gärten und Landschaften spezialisiert hatte, Melbournes führende Fotografinnen und teilten sich die meisten Aufträge für die Zeitschriften Home und Australian.
1920 begann die Veröffentlichung der The Home in Sydney und Hollick wurde mit der Bereitstellung der Melbourne-Inhalte beauftragt. The Home war ein internationales Magazin im Stil der Vogue und enthielt Informationen und Werbung zu allen anspruchsvollen und modernen Dingen. Hollicks Porträts von Debütanten, gesellschaftlichen Hochzeiten und Kindern dominierten die ersten Ausgaben. In den 1920er und 1930er Jahren arbeitete Hollick für verschiedene Zeitschriften. Ihre fotografischen Arbeiten wurden regelmäßig in Art in Australia, der Zeitschrift Ure Smith’s Home und in Harrington’s Photographic Journal veröffentlicht. Außerdem schaltete sie Anzeigen für ihr Atelier in den Zeitschriften Art in Australia, Home und Table Talk. Sie erweiterte aufgrund ihres Erfolges ihr Studio um ein Nebengebäude, in dem sie eine ganze Etage nutzte.
1928 veranstaltete Hollick eine Einzelausstellung mit ihren Kinderporträts. Im nächsten Jahr war sie die einzige Frau, deren Arbeiten für die Melbourne Exhibition of Pictorial Photography angenommen wurden. 1929 und 1930 war sie in den Bildabteilungen der Kameraclubs von Melbourne und Adelaide vertreten und ihre Arbeiten wurden mindestens einmal bei der Photographic Society of New South Wales gezeigt. 1930 nahm sie das offizielle australische Porträt der amerikanischen Fliegerin Amy Johnson auf deren Weltreise auf.
1932 war sie eines von sechs Mitgliedern des Melbourne Camera Club, die in London auf der Amateur Photographer Overseas Exhibition ausstellten. Bis dahin hatte sie in Australien und im Ausland sechs Silber- und zahlreiche Bronzeplaketten gewonnen.
Als die Auswirkungen der Depression zunahmen, hatte sie das Glück, einige ihrer wohlhabenden Kunden zu behalten. Sie war jedoch nicht in der Lage, ihr Stadtstudio aufrechtzuerhalten, und zusammen mit Izard verlegte sie das Studio zurück in ihr Haus in Moonee Ponds, wo sie bis 1950 arbeitete.
Etwa zu dieser Zeit unternahm sie auch wieder Touren auf dem Land und benutzte dabei eine Grafflex-Kamera von Kodak. Im Alter von 67 Jahren reiste sie mit Izard zum ersten Mal ins Ausland und sie besuchten 1950 England. Nach ihrer Rückkehr zogen sie nach Heidelberg (Victoria).
Hollick zog sich im Alter von 75 Jahren von der Fotografie zurück.
Sie starb 1977 im Alter von 94 Jahren.
Sammlungen ihrer Glasplatten und Originaldrucke befinden sich in der Art Gallery of New South Wales und der National Gallery of Australia.

## Auswahl von Studioporträts fotografiert von Ruth Hollick

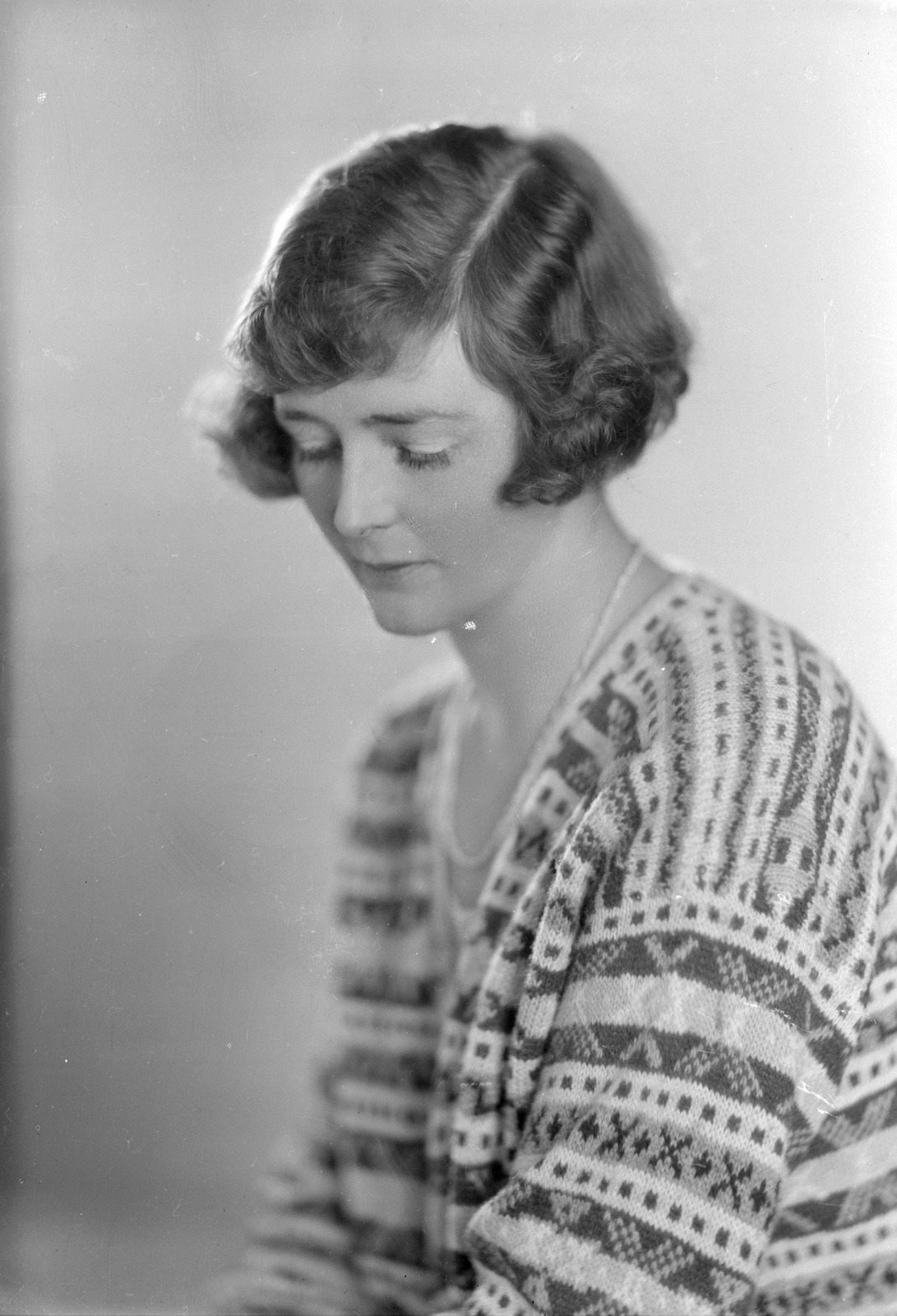
Frau Esmond Lillies
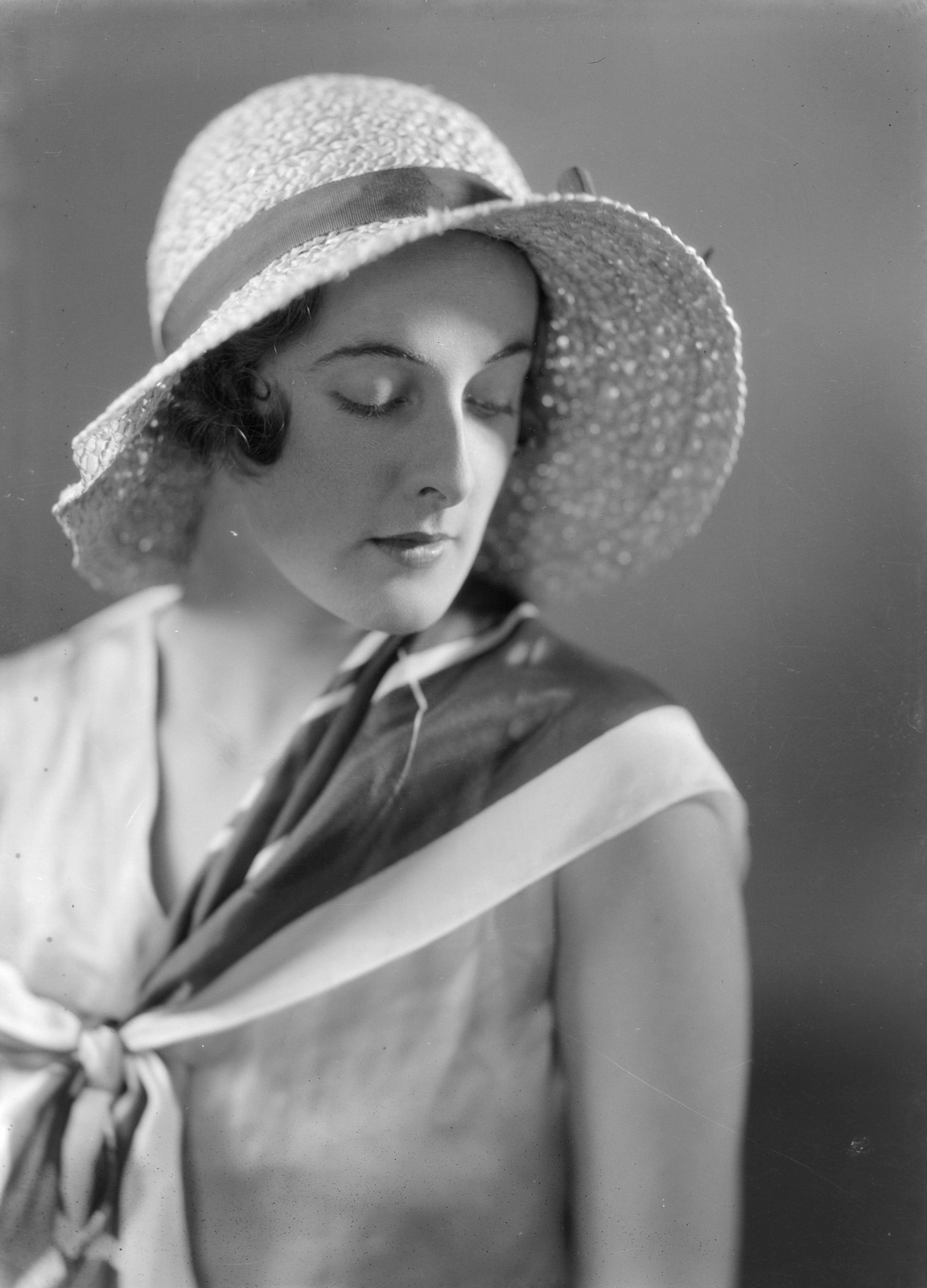
Miss Moira Rodgers
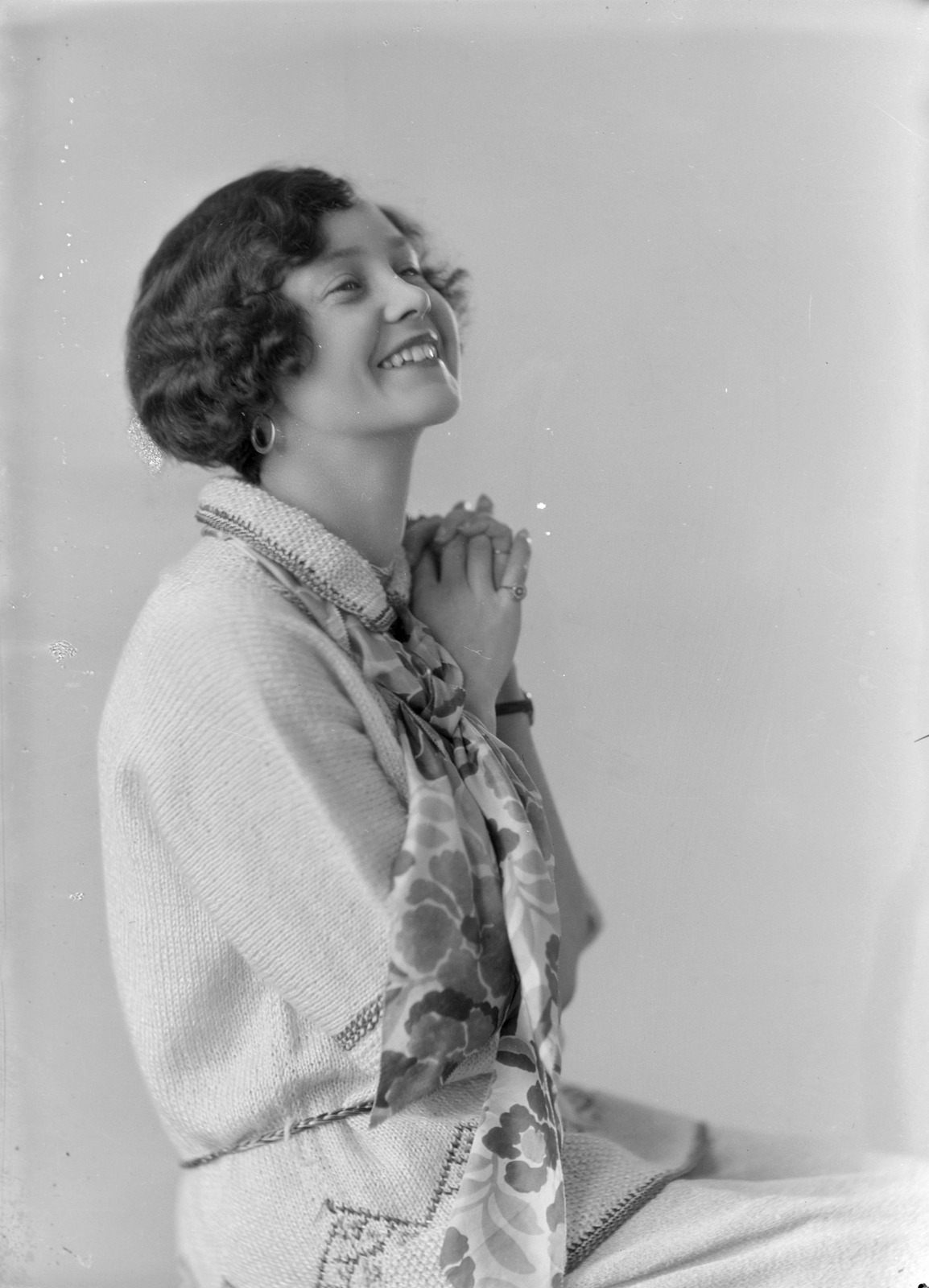
Miss J. Purves-Smith

## Ausstellungen (Auswahl)
- 1920: London International Exhibition, Salon of Photography, London
- 1921: Kolonialausstellung der Royal Photographic Society of Great Britain, London,
- 1925: Kolonialausstellung der Royal Photographic Society of Great Britain, London
- 1927: Chicago Photographic Exhibition. Chicago, Illinois, USA
- 1928: in ihrem Studio in Collins Street, Melbourne
- 1929: Exhibition of Pictorial Photography, Melbourne
- 1929: Photographic Society of New South Wales, Sydney
- 1981: Australian Women Photographers, George Paton Gallery, Melbourne